# Polis (Cypr)
Polis (gr. Πόλις) − miasto w Republice Cypryjskiej, w dystrykcie Pafos. W 2011 roku liczyło 2018 mieszkańców.

## Zabytki i atrakcje turystyczne
- XVI-wieczny kościół Agios Andronikos;
- Muzeum Archeologiczne[3].

## Klimat
| Miesiąc                                     | Sty  | Lut  | Mar  | Kwi  | Maj  | Cze  | Lip  | Sie  | Wrz  | Paź  | Lis  | Gru  | Roczna |
| ------------------------------------------- | ---- | ---- | ---- | ---- | ---- | ---- | ---- | ---- | ---- | ---- | ---- | ---- | ------ |
| Średnie temperatury w dzień [°C]            | 16.4 | 16.3 | 18.5 | 21.5 | 26.1 | 30.5 | 33.5 | 33.3 | 29.9 | 26.5 | 21.9 | 17.8 | 24,3   |
| Średnie dobowe temperatury [°C]             | 12.1 | 11.8 | 13.5 | 16.3 | 20.4 | 24.7 | 27.6 | 27.6 | 24.6 | 21.4 | 17.2 | 13.6 | 19,2   |
| Średnie temperatury w nocy [°C]             | 7.9  | 7.3  | 8.6  | 11.1 | 14.7 | 18.8 | 21.6 | 21.8 | 19.3 | 16.3 | 12.4 | 9.4  | 14,1   |
| Opady [mm]                                  | 79.9 | 67.1 | 37.6 | 24.7 | 7.2  | 1.5  | 0.2  | 0.0  | 4.4  | 21.8 | 55.3 | 94.4 | 394    |
| Średnia liczba dni z opadami                | 10.1 | 8.3  | 6.5  | 4.2  | 1.8  | 0.2  | 0.1  | 0.0  | 0.6  | 2.9  | 5.7  | 9.1  | 49,4   |
| Średnie usłonecznienie [h]                  | 192  | 212  | 254  | 291  | 360  | 387  | 399  | 378  | 318  | 279  | 219  | 183  | 3473   |
| Źródło: Department of Meteorology of Cyprus |      |      |      |      |      |      |      |      |      |      |      |      |        |